# Dietrich Wachler
Dietrich Wachler (* 28. März 1934 in Weimar; † 2. Mai 2004 in Wiesbaden) war ein deutscher Schriftsteller, Bibliothekar und Kritiker.
Dietrich Wachler wuchs in Weimar und Bremen auf, studierte in Kiel und Münster Anglistik, Germanistik, Pädagogik und Soziologie, arbeitete als Lehrer und wurde 1971 an der
Universität Münster in Soziologie über Das verlängerte Wochenende in seinen Wirkungen auf Familie und Haushalt promoviert. Danach absolvierte er bis 1973 eine Ausbildung für den wissenschaftlichen Bibliotheksdienst in Köln und war bis zur Pensionierung 1994 als Leiter der Bibliothek an der Fachhochschule Münster tätig. Er veröffentlichte zahlreiche literaturwissenschaftliche und soziologische Aufsätze, Literaturkritiken, Gedichte, Prosatexte und Essays.

## Werke
- Gezeiten. Gedichte 1951–1963. 1965.
- Die dreizehnte Tafel. Science-Fiction-Roman, Heyne, München 1984, ISBN 3-453-31047-0.
- Väinämöinens Wiederkehr. Ein phantastischer Sibelius-Roman, CIS-Verl., Altenberge/Soest 1986, ISBN 3-88733-070-6.
- Weltuntergang, Weltübergang. Essays, als Herausgeber zs. mit Linus Hauser, 1989.
- Molekularisches. Erzählungen und kleine Prosa, Telos-Verl., Altenberge 1990, ISBN 3-89375-022-3.
- Der goldene Käfig. Roman, Oros-Verl., Altenberge 1995, ISBN 3-89375-115-7.
- Fallende Kadenz. Gedichte als Momentaufnahmen. Oros-Verl., Altenberge 1996, ISBN 3-89375-135-1.
- Die Wirklichkeit des Phantoms. Aufsätze und Rezensionen zur phantastischen Literatur, Lit, Münster 1997, ISBN 3-8258-3184-1.
- Lesebuch Dietrich Wachler. Zusammengestellt von Karl-Ulrich Burgdorf, Aisthesis, Köln 2022, ISBN 978-3-8498-1808-1.